# Parco naturale regionale delle Alpi Liguri
Il parco naturale regionale delle Alpi Liguri è un'area naturale protetta della Liguria situata nella provincia di Imperia al confine con la Francia.

## Storia

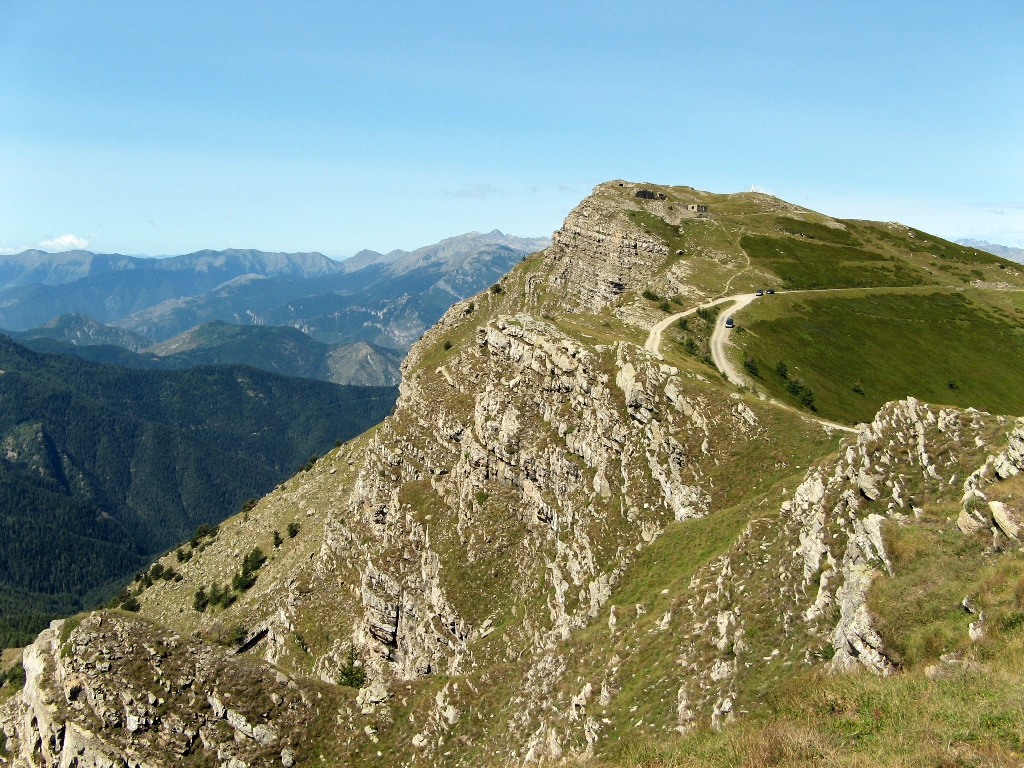
La vetta del m.Saccarello

L'istituzione dell'area protetta venne prevista dalla Legge regionale nº 12 del 22 febbraio 1995. Il parco venne poi istituito dalla Legge Regionale nº 34 del 15 novembre 2007, con una superficie di 6.041,21 ettari.
Nella riunione del Consiglio Regionale del 13 luglio 2022 è stato approvato l'ingresso di una parte del territorio di Molini di Triora all'interno dell'area naturale delle Alpi Liguri: un'area di oltre 218 ettari comprendenti porzioni tra la valle Argentina e la valle Arroscia. L'amministrazione dell'ente parco avrà ora un anno di tempo per ratificare tale decisione del consiglio regionale della Liguria.

## Aspetti geografici

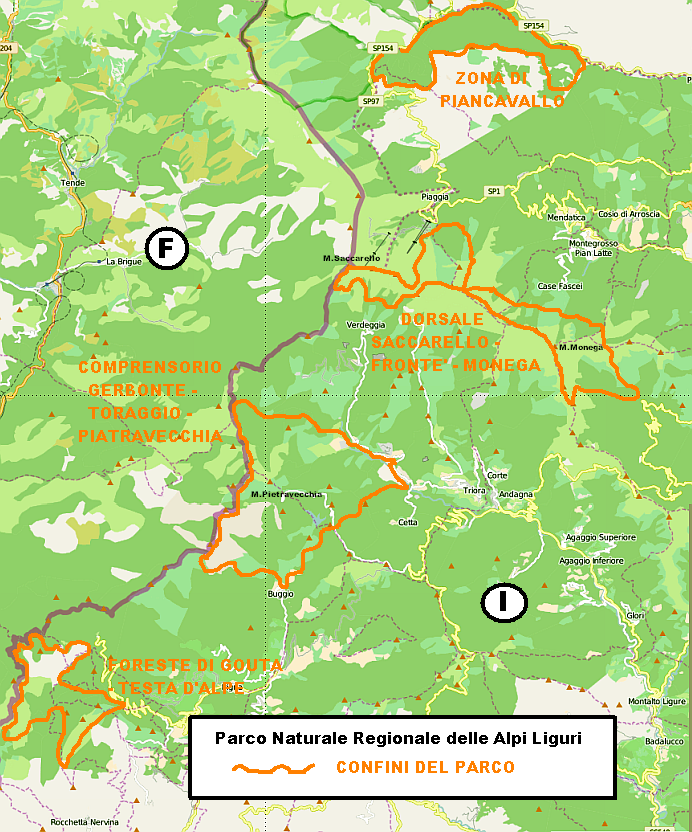
Le zone che compongono il parco

Il Parco ricade nei comuni di: Cosio di Arroscia, Mendatica, Montegrosso Pian Latte, Pigna, Rezzo, Rocchetta Nervina, Triora
Il parco è diviso in quattro distinte zone non contigue che comprendono, andando da sud a nord:
- 1) Foresta Demaniale di Testa d'Alpe, con l'alta valle dello Sgorea nel comune di Rocchetta Nervina con il Monte Alto (1.269 m) e il Monte Morgi (819 m). Questa parte contiene al suo interno l'intera foresta demaniale regionale di Testa d'Alpe (che prosegue oltre il confine italo-francese nell'omonima riserva), che è un esempio di bosco tipicamente alpino a meno di 15 km in linea d'aria dal mare.
- 2) Comprensorio del Monte Gerbonte - M. Toraggio/Pietravecchia: comprende l'alta val Nervia e alta valle Argentina nei comuni di Pigna e Triora con il Monte Grai (2.014), il monte Pietravecchia (2.038 m), il monte Toraggio (1.971 m), il monte Gerbonte (1.728 m), la Cima di Marta (2.138 m).
- 3) Dorsale Monte del Monte Saccarello - Monte Frontè - Monte Monega: si tratta delle pendici liguri del monte Saccarello (2.203 m) in valle Argentina e parte dello spartiacque tra valle Argentina e valle Arroscia nei comuni di Triora, Mendatica, Montegrosso Pian Latte e Rezzo. Sono compresi i monti Monega (1.882 m), Frontè (2.133 m), oltre che Saccarello e i monti minori compresi nella costiera tra Frontè e Saccarello. Il territorio è compreso circa tra il Passo della Teglia (1.387 m), interessando una parte del Bosco di Rezzo, passando il Passo della Mezzaluna, Carmo di Brocchi, proteggendo la parte in Valle Arroscia sottostante il crinale divisorio tra valle Argentina e valle Arroscia, per arrivare al passo del Garezzo, ove il parco protegge la parte sopra la strada militare tra San Bernardino di Mendatica e Colle Melosa, nel tratto compreso tra il passo di Collardente e Case Penna, mettendo sotto protezione le pendici dei Monti Saccarello e Fronte nelle valli Argentina, Arroscia e Tanarello, fino ad arrivare al confine con la Francia sul Monte Saccarello.
- 4) Zona di Pian Cavallo: comprende le valli del Tanarello e del Negrone al confine con il Piemonte tra il Passo della Colletta (1.623 m) e la formazione del Tanaro nel comune di Cosio di Arroscia e in piccola parte di Mendatica e, più in generale, le sorgenti del Negrone.

Parte del territorio che collega tra loro queste è tutelato con una forma di protezione meno rigida di quella delle vere e proprie aree a parco definita paesaggio protetto.

## Fauna
Le montagne e le valli del parco, anche grazie alla loro vicinanza al mare, sono l'habitat di una grande varietà di fauna selvatica.
Tra i mammiferi rari presenti nel parco si possono citare l'ermellino (Mustela erminea), la lepre variabile (Lepus timidus), la martora (Martes martes) e l'arvicola delle nevi (Microtus nivalis) oltre che il lupo - arrivato nel parco dalla vicina Val Roia - e il gatto selvatico.
Tra gli uccelli notevole è la presenza del picchio nero (Dryocopus martius) e del gufo reale (Bubo bubo), il più grande rapace notturno europeo. Nei boschi nidifica il gallo forcello (Tetrao tetrix) mentre l'aquila (Aquila chrysaetos) vive tra i dirupi della zona, nonostante si trovi ai confini del proprio areale.
Le grotte che si trovano nel parco favoriscono una presenza differenziata di pipistrelli; tra gli insetti importanti di un punto di vista conservazionistico si possono citare i coleotteri Haptoderus nicaeensis, Percus villai e Pterostichus morio.
Nel 2008 c'è stato il primo avvistamento di genetta (Genetta genetta), specie africana probabilmente immessa in Spagna dai cartaginesi o dai romani e arrivata per diffusione naturale dal sud della Francia.